# Estación Las Vegas Hilton
Las Vegas Hilton es una estación del Monorriel de Las Vegas. La estación es una plataforma central localizada en Las Vegas Hilton. La estación de Las Vegas Hilton está localizada cerca de la entrada principal de la propiedad. Las personas pueden tomar llegar a la estación a través del SpaceQuest Casino adyacente al Star Trek: The Experience and Quarks Bar.

## Hoteles cercanos
- Circus Circus
- Riviera Hotel & Casino
- Turnberry Place (Stirling Club)
- Marriott Suites

## Atracciones cercanas
Circus Circus:
- Adventuredome Theme Park
- Circus Acts

Las Vegas Hilton:
- Star Trek: The Experience

- Datos: Q5962453
- Multimedia: Westgate Las Vegas Resort Monorail Station / Q5962453